# Papugi afrykańskie
Papugi afrykańskie, papugi, papugi właściwe (Psittacinae) – podrodzina ptaków z rodziny papugowatych (Psittacidae).

## Zasięg występowania
Podrodzina obejmuje gatunki występujące w Afryce.

## Systematyka
Do podrodziny należą następujące rodzaje:
- Psittacus Linnaeus, 1758
- Poicephalus Swainson, 1837